# Emil Buzincu
Emil Buzincu (n.  ?) a fost un general român, activ în timpul celui de-al Doilea Război Mondial.
A fost înaintat la gradul de colonel în 27 februarie 1939 și la gradul de general de brigadă în 21 noiembrie 1944, cu vechimea de la data de 23 martie 1944.
A fost prefect al Constanței în 1941.
Generalul de brigadă Emil Buzincu a fost trecut în cadrul disponibil la 9 august 1946, în baza legii nr. 433 din 1946, și apoi, din oficiu, în poziția de rezervă la 9 august 1947.